# Richton Park
Richton Park é uma aldeia localizada no estado americano de Illinois, no Condado de Cook.

## Demografia
Segundo o censo americano de 2000, a sua população era de 12.533 habitantes.
Em 2006, foi estimada uma população de 12.937, um aumento de 404 (3.2%).

## Geografia
De acordo com o United States Census Bureau tem uma área de 8,8 km², dos quais 8,7 km² cobertos por terra e 0,1 km² cobertos por água.

## Localidades na vizinhança
O diagrama seguinte representa as localidades num raio de 8 km ao redor de Richton Park.